# Nordmazedonische Regierung
Die Regierung der Republik Nordmazedonien (mazedonisch Влада на Република Северна Македонија Vlada na Republika Severna Makedonija; albanisch Qeveria e Republikës së Maqedonisë) ist die Regierung Nordmazedoniens, welche die exekutive Gewalt im Land zusammen mit dem Staatsoberhaupt ausübt. Am 31. Mai 2017 wählten Zoran Zaev 62 der 120 Abgeordneten im Parlament zum neuen Ministerpräsidenten. Zaev erhielt die Stimmen seiner Partei SDSM und von den Abgeordneten der BDI, der PDSH und weiterer ethnisch-albanischer Minderheitenparteien. Das Aufgabengebiet der Regierung wird in der nordmazedonischen Verfassung festgelegt.
Die Regierungsmitglieder werden vom Parlament zu einer Amtszeit von vier Jahren gewählt. Zum Regierungskabinett gehören der Ministerpräsident, die Minister und ihre Vertreter. Sitz der Regierung ist die Hauptstadt Skopje.

## Wahlverfahren
Staatsoberhaupt der Republik Nordmazedonien ist der Staatspräsident, der jedoch weitaus weniger an politischer Macht besitzt als der Ministerpräsident. Alle fünf Jahre wird das Volk zur Wahl des Präsidenten an die Urne gerufen. Dieser hat die Aufgabe, nach einer Parlamentswahl einen Kandidaten aus der Partei oder der Koalition, welche die Mehrheit im Parlament bildet, zu bestimmen, der die Regierung bildet. Diese muss dann vom Parlament mehrheitlich bestätigt werden.

## Derzeitige Regierung

### Vorsitzender der Regierung
- Dimitar Kovacevski (SDSM)

### Stellvertreter
- Artan Grubi
- Fatmir Bytyqi
- Bojan Marichic
- Slavica Grkovska

### Ministerien und deren Vorsteher
- Finanzministerium: Fatimir Besimi
- Verteidigungsministerium: Slavjanka Prtrovska
- Innenministerium: Oliver Spasovski
- Außenministerium: Bujar Osmani
- Wirtschaftsministerium: Kreshnik Bekteshi
- Arbeits- und Sozialministerium: Jovana Trenchevska
- Landwirtschaftsministerium: Ljupcho Nikolovski
- Ministerium für lokale Selbstverwaltung: Risto Penov
- Ministerium für Transport und Kommunikation: Blagoj Bochvarski
- Umweltministerium: Kaja Shukova
- Gesundheitsministerium: Fatmir Mexhiti
- Justizministerium: Krear Loga
- Bildungsministerium: Jeton Shaqiri
- Kulturministerium: Bisera Kostadinovska Stejchevska
- Ministerium für Informationsgesellschaft und Verwaltung: Azir Aliu